# Giovanni Bernardo Lama
Giovanni Bernardo Lama  (né en 1508 à Naples en Campanie - mort en 1579) est un peintre italien du XVIe siècle de la fin de la Renaissance qui fut actif principalement à Naples.

## Biographie
Fils d'un artiste inconnu Matteo Lama et apprenti de Giovanni Antonio Amati et de  Polidoro da Caravaggio qui avaient fui Rome après le Sac de 1527. Son style s'apparente à celui de son contemporain et ami Andrea di Salerno.  
Remarque : Ne pas confondre avec le peintre napolitain  Giovanni Battista Lama (1660 - 1748).

## Œuvres
- La Pietà.
- La Vierge à l'Enfant avec des saints, sacristie de l'église San Luca Evangelista de Praiano.
- La Déposition de la Croix, basilique San Giacomo degli Spagnoli de Naples.
- Nombreuses toiles dans la basilique Santa Maria della Pazienza de Naples.
- Peintures diverses dans l'église Saint-Luc-Évangéliste de Praiano.